# Friedensethik
Friedensethik ist ein Bereich der angewandten Ethik. Sie stellt Kriterien für gutes und schlechtes Handeln in Bezug auf die Erhaltung oder Schaffung von Frieden auf und bewertet die Motive und Folgen von Handlungen in diesem Kontext. Bedeutsam sind insbesondere theologische Friedensethiken (vgl. etwa das Weltethos).
Die philosophische Friedensethik sucht nach Antworten auf die Frage, wie in bestimmten friedensrelevanten Situationen gehandelt werden soll. Die einfachste und klassische Formulierung einer solchen Frage stammt von Immanuel Kant: Was soll ich tun?. Sie wurde von Kant in der Schrift "Zum ewigen Frieden" für das friedensrelevante Handeln spezifiziert. Diese Schrift gilt als Schlüsselwerk der modernen philosophischen Friedensethik.
Die Rechtswissenschaft bezieht sich bei der Beantwortung dieser Frage im Unterschied zur Friedensethik auf eine bestimmte, bereits faktisch geltende Rechtsordnung (positives Recht), deren völker- und europarechtliche Normen sie auslegt und anwendet. Auch empirische Wissenschaften, wie Soziologie, Ethnologie und Psychologie (Friedensforschung und insbesondere Friedenspsychologie) befassen sich deskriptiv mit faktisch bestehenden friedensethischen Überzeugungen, Einstellungen und Sanktionsmustern. Ihnen geht es im Gegensatz zur Friedensethik nicht oder in geringerem Maße um die normative Seite von Rechtfertigung oder Kritik.

## Klassiker
- Augustinus von Hippo: De civitate Dei (Vom Gottesstaat), 19. Buch
- Erasmus, D., Pagel et al. (Hrsg.): Über Krieg und Frieden: die Friedensschriften des Erasmus von Rotterdam. Franz Steiner Verlag 2018
- Francisco de Vitoria: De indis (Über die Indianer) & De jure belli (Über das Kriegsrecht)
- Immanuel Kant: Zum ewigen Frieden
- Johannes XXIII.: Pacem in terris (Enzyklika). Über den Frieden unter allen Völkern in Wahrheit, Gerechtigkeit, Liebe und Freiheit